# Norrländska mästerskapet i fotboll 1950
Norrländska mästerskapet i fotboll 1950 vanns av Skellefteå AIK, som besegrade Ljusdals IF med 4–0 i Umeå.

## Final
- 18 juni 1950: Skellefteå AIK–Ljusdals IF 4–0